# موجو، اتیوپی
موجو (به لاتین: Mojo) یک شهرک در اتیوپی است که در منطقه اورومیا واقع شده‌است. موجو ۴۹٬۵۲۱ نفر جمعیت دارد و ۱٬۷۸۸ متر بالاتر از سطح دریا واقع شده‌است.